# Morti il 27 maggio
| Questa pagina contiene informazioni ricavate automaticamente dalle voci biografiche con l'ausilio del template Bio e di un bot. L'aggiornamento è periodico e automatico e ricostruisce completamente la pagina. Se manca una persona in questa lista, sei pregato di non aggiungerla, ma accertati piuttosto che la sua voce biografica contenga il template Bio e che i dati anagrafici siano correttamente compilati. Se il template Bio manca, inseriscilo tu stesso o, in alternativa, metti l'avviso {{tmp\|Bio}} che ne segnala la mancanza. Se i dati riportati sono sbagliati, correggi direttamente la voce biografica; le modifiche saranno visibili in questa lista entro pochi giorni. Per chiarimenti vedi il progetto biografie. La lista contiene solo le 422 persone che sono citate nell'enciclopedia e per le quali è stato implementato correttamente il template Bio. Pagina aggiornata al 21 lug 2025. |

## IV secolo(1)
- 366 - Procopio, politico e militare romano (n. 325)

## IX secolo(2)
- 866 - Ordoño I delle Asturie, re (n. 830)
- 871 - Muḥammad ibn Khafāja, emiro

## X secolo(3)
- 927 - Simeone I il Grande, sovrano bulgaro
- 946 - Papa Marino II, papa e cardinale italiano
- 961 - Landolfo II di Benevento, principe longobardo (n. 915)

## XI secolo(4)
- 1039 - Teodorico III d'Olanda, conte
- 1045 - Bruno di Würzburg, santo e vescovo austriaco
- 1085 - Gundred, contessa del Surrey, nobildonna fiamminga
- 1088 - Federico II di Goseck, nobile tedesco

## XII secolo(2)
- 1102 - Stefano I di Mâcon, conte
- 1138 - Hadmar I di Kuenring, nobile austriaco

## XIII secolo(4)
- 1250 - Raniero Capocci, cardinale italiano
- 1266 - Elisabetta di Brunswick-Lüneburg, principessa (n. 1230)
- 1275 - Fujiwara no Tameie, poeta giapponese (n. 1198)
- 1289 - Giovanni III di Meclemburgo, principe (n. 1266)

## XV secolo(3)
- 1409 - Ottobuono de' Terzi, condottiero italiano
- 1444 - John Beaufort, I duca di Somerset, militare inglese (n. 1404)
- 1487 - Tilokaraj, sovrano (n. 1409)

## XVI secolo(11)
- 1508 - Ludovico il Moro, nobile italiano (n. 1452)
- 1512 - Antonio Savorgnan, politico italiano (n. 1458)
- 1525 - Thomas Müntzer, pastore protestante tedesco (n. 1489)
- 1541 - Margaret Pole, nobildonna inglese (n. 1473)
- 1564 - Giovanni Calvino, umanista e teologo francese (n. 1509)
- 1567 - Fazio Gagini, scultore italiano (n. 1520)
- 1569 - François de Coligny d'Andelot, militare francese (n. 1520)
- 1572 - Girolamo Maggi, giurista, poeta e ingegnere italiano
- 1572 - Ercole Rangoni, condottiero italiano
- 1581 - Kristóf Báthory, nobile rumeno (n. 1530)
- 1597 - James Tyrie, teologo scozzese (n. 1543)

## XVII secolo(10)
- 1606 - Falso Dimitri I di Russia, sovrano russo (n. 1589)
- 1608 - Alessandro Vittoria, scultore italiano (n. 1525)
- 1610 - François Ravaillac, insegnante e criminale francese (n. 1578)
- 1638 - Pietro Paolo Floriani, architetto e militare italiano (n. 1585)
- 1638 - Jan Wężyk, arcivescovo cattolico polacco (n. 1575)
- 1661 - Archibald Campbell, I marchese di Argyll, nobile scozzese (n. 1607)
- 1670 - Francesco Capecelatro, scrittore e storico italiano (n. 1595)
- 1676 - Paul Gerhardt, poeta tedesco (n. 1607)
- 1690 - Giovanni Legrenzi, compositore e organista italiano (n. 1626)
- 1693 - John Spencer, presbitero e teologo inglese (n. 1630)

## XVIII secolo(21)
- 1702 - Hans Kogler, architetto tedesco (n. 1642)
- 1711 - Francesco Alessandro di Nassau-Hadamar, nobile tedesco (n. 1674)
- 1723 - Charles Lennox, I duca di Richmond, nobile inglese (n. 1672)
- 1727 - Henri de Nesmond, arcivescovo cattolico francese (n. 1655)
- 1730 - Leonardo Vinci, compositore italiano
- 1739 - Johann Gottfried Bernhard Bach, organista tedesco (n. 1715)
- 1760 - Giacomo Rampini, compositore italiano (n. 1680)
- 1761 - Domëne Moling, scultore austriaco (n. 1691)
- 1762 - Alexander Gottlieb Baumgarten, filosofo tedesco (n. 1714)
- 1770 - Sofia Maddalena di Brandeburgo-Kulmbach, regina (n. 1700)
- 1771 - Anthony Ashley-Cooper, IV conte di Shaftesbury, politico e filantropo inglese (n. 1711)
- 1775 - Luisa Elisabetta di Borbone-Condé, nobile (n. 1693)
- 1778 - Giuseppe Pedretti, pittore italiano (n. 1697)
- 1779 - Sigismondo IV Gonzaga, marchese (n. 1702)
- 1781 - Giovanni Battista Beccaria, fisico, matematico e monaco cristiano italiano (n. 1716)
- 1785 - Jean-Baptiste Le Paon, pittore e militare francese (n. 1738)
- 1791 - Bernardo Gigli, circense italiano (n. 1726)
- 1793 - Giovanni Sarnelli, pittore italiano (n. 1714)
- 1794 - Mathieu Jouve Jourdan, rivoluzionario francese (n. 1746)
- 1797 - François-Noël Babeuf, rivoluzionario e giornalista francese (n. 1760)
- 1797 - Augustin Darthé, rivoluzionario e magistrato francese (n. 1769)

## XIX secolo(51)
- 1803 - Ludovico I di Etruria, re (n. 1773)
- 1807 - Antoine Delarbre, botanico e geologo francese (n. 1724)
- 1814 - Federico di Anhalt-Dessau, principe tedesco (n. 1769)
- 1814 - James Hamilton, visconte Hamilton, politico inglese (n. 1786)
- 1815 - Pietro Sografi, chirurgo italiano (n. 1756)
- 1819 - Jean François Timothée Trullet, militare francese (n. 1763)
- 1820 - Andrea Belli, giurista e letterato italiano (n. 1760)
- 1831 - Jedediah Smith, esploratore, cartografo e scrittore statunitense (n. 1799)
- 1832 - Jacques-Joseph de Cathelineau, ufficiale francese (n. 1787)
- 1834 - Alessandro Franceschi, scultore italiano (n. 1789)
- 1837 - Aleksandr Dmitrievič Zasjadko, militare e inventore russo (n. 1779)
- 1840 - Felice Borroni, imprenditore e filantropo italiano (n. 1761)
- 1840 - Niccolò Paganini, violinista, violista e chitarrista italiano (n. 1782)
- 1846 - Michel-Joseph Gentil de Chavagnac, drammaturgo e cantautore francese (n. 1770)
- 1847 - Gaetano Matteo Monti, scultore italiano (n. 1776)
- 1848 - Sofia di Hannover, principessa (n. 1777)
- 1849 - William Beauclerk, IX duca di St. Albans, nobile inglese (n. 1801)
- 1857 - Pierre-Charles Simart, scultore francese (n. 1806)
- 1859 - Ferdinando Cartellieri, patriota italiano (n. 1830)
- 1859 - Carlo De Cristoforis, patriota italiano (n. 1824)
- 1860 - Pietro Baiocchi, militare e patriota italiano (n. 1834)
- 1860 - Rocco La Russa, patriota e medico italiano (n. 1828)
- 1861 - Georg Joseph Sidler, politico svizzero (n. 1782)
- 1862 - Giambattista Casnighi, religioso e patriota italiano (n. 1796)
- 1865 - Charles Waterton, naturalista e esploratore britannico (n. 1782)
- 1867 - Thomas Bulfinch, scrittore statunitense (n. 1796)
- 1869 - Giovanni Durando, patriota, generale e politico italiano (n. 1804)
- 1872 - William Russell, VIII duca di Bedford, politico inglese (n. 1809)
- 1873 - Pierre-Antoine Lebrun, poeta francese (n. 1785)
- 1873 - Rifa'a al-Tahtawi, scrittore egiziano (n. 1801)
- 1876 - Joseph Bosworth, filologo e linguista inglese (n. 1789)
- 1876 - Charles Loiseau-Pinson, imprenditore francese (n. 1815)
- 1876 - Harriet Martineau, scrittrice, giornalista e filosofa britannica (n. 1802)
- 1876 - Massimiliano IX Giovanni Stampa, nobile e patriota italiano (n. 1825)
- 1884 - Vincenzo Bertolini, politico e avvocato italiano (n. 1818)
- 1884 - Augusto del Liechtenstein, principe austriaco (n. 1810)
- 1885 - Charles Rogier, politico belga (n. 1800)
- 1886 - Nicola Botta, politico, avvocato e patriota italiano (n. 1834)
- 1886 - Edoardo Pecco, architetto e ingegnere italiano (n. 1823)
- 1887 - Caspar Maximilian Droste zu Vischering-Padberg, politico tedesco (n. 1808)
- 1887 - Giuseppe Mazzacorati, politico italiano (n. 1803)
- 1887 - Coenraad Johannes van Houten, chimico e imprenditore olandese (n. 1801)
- 1888 - Erastus Snow, presbitero statunitense (n. 1818)
- 1889 - Karl Friedrich Wilhelm Jessen, botanico tedesco (n. 1821)
- 1890 - James O'Connor, vescovo cattolico e missionario irlandese (n. 1823)
- 1891 - Prentice Mulford, scrittore statunitense (n. 1834)
- 1895 - José Maria da Cunha Seixas, filosofo portoghese (n. 1836)
- 1896 - Pierre-Alfred Grimardias, vescovo cattolico francese (n. 1813)
- 1897 - John O. Meusebach, imprenditore, naturalista e politico tedesco (n. 1812)
- 1899 - Serafino Biffi, psichiatra e politico italiano (n. 1822)
- 1899 - Heinrich Ritter von Zeissberg, storico austriaco (n. 1839)

## XX secolo(183)
- 1901 - Artur Immanuel Hazelius, filologo svedese (n. 1833)
- 1904 - Giovanni Finardi, politico italiano (n. 1840)
- 1904 - Angelo Trezzini, pittore, poeta e illustratore svizzero (n. 1827)
- 1909 - Pasquale Liotta Cristaldi, pittore italiano (n. 1850)
- 1910 - Robert Koch, medico, batteriologo e microbiologo tedesco (n. 1843)
- 1911 - Thursday October Christian II, politico britannico (n. 1820)
- 1913 - Fedele De Siervo, politico italiano (n. 1825)
- 1914 - Enrico Quajat, entomologo italiano (n. 1848)
- 1914 - Joseph Wilson Swan, chimico, medico e inventore inglese (n. 1828)
- 1916 - Joseph Simon Gallieni, generale francese (n. 1849)
- 1917 - Evgenij Ivanovič Alekseev, ammiraglio russo (n. 1843)
- 1918 - Lillian Watson, tennista britannica (n. 1857)
- 1919 - Emilio Norsa, francescano, presbitero e compositore italiano (n. 1873)
- 1919 - Simon Schwendener, botanico svizzero (n. 1829)
- 1920 - Pierre-Louis Péchenard, vescovo cattolico e storico francese (n. 1842)
- 1921 - Maria Czaplicka, antropologa polacca (n. 1884)
- 1922 - August Wolfstieg, scrittore tedesco (n. 1859)
- 1924 - Frank Farrington, attore statunitense (n. 1873)
- 1924 - Aaron Hoffman, sceneggiatore e paroliere statunitense (n. 1880)
- 1924 - Domenico Pecile, agronomo e politico italiano (n. 1852)
- 1924 - André Renaux, calciatore francese (n. 1882)
- 1925 - Cirillo Manicardi, pittore italiano (n. 1856)
- 1926 - Michele Comella, pittore e fotografo italiano (n. 1856)
- 1926 - Srečko Kosovel, poeta e critico letterario sloveno (n. 1904)
- 1926 - Jesús Larraza, calciatore spagnolo (n. 1903)
- 1927 - Alberto Agnetti, politico italiano (n. 1857)
- 1928 - Carlos Espinosa de los Monteros y Sagaseta de Ilurdoz, militare e diplomatico spagnolo (n. 1847)
- 1928 - Domenico Guerrini, generale, scrittore e storico italiano (n. 1860)
- 1928 - Arthur Schoenflies, mineralogista tedesco (n. 1853)
- 1929 - Giuseppe Anselmi, tenore italiano (n. 1876)
- 1930 - Gabriel Miró, scrittore spagnolo (n. 1879)
- 1932 - Frank Ellis Bamford, generale statunitense (n. 1865)
- 1932 - Gennaro Manna, avvocato, giurista e politico italiano (n. 1861)
- 1932 - Ernst Rosenqvist, tiratore a segno finlandese (n. 1869)
- 1933 - Achille Paroche, tiratore a segno francese (n. 1868)
- 1935 - Giulio Venzi, magistrato e politico italiano (n. 1870)
- 1936 - Elsa di Württemberg, nobile tedesca (n. 1876)
- 1936 - Carlo Errera, geografo e scienziato italiano (n. 1867)
- 1937 - Frank Grant, giocatore di baseball statunitense (n. 1865)
- 1938 - Filippo Carli, economista, sociologo e politico italiano (n. 1876)
- 1938 - Aubert Côté, lottatore canadese (n. 1881)
- 1939 - Joseph Roth, scrittore e giornalista austriaco (n. 1894)
- 1940 - Giovanni Silvestri, imprenditore e dirigente d'azienda italiano (n. 1858)
- 1941 - Vasil Laçi, patriota albanese (n. 1922)
- 1941 - Ernst Lindemann, militare e marinaio tedesco (n. 1894)
- 1941 - Günther Lütjens, ammiraglio tedesco (n. 1889)
- 1942 - Chen Duxiu, politico cinese (n. 1879)
- 1942 - Aldo Maria Scalise, militare italiano (n. 1919)
- 1942 - Giovanni Secchiaroli, militare italiano (n. 1923)
- 1943 - Italo D'Amico, ufficiale e aviatore italiano (n. 1917)
- 1943 - Adolf Urban, calciatore e militare tedesco (n. 1914)
- 1945 - Enno Lolling, medico tedesco (n. 1888)
- 1945 - Rudolf Querner, generale tedesco (n. 1893)
- 1945 - Josef Šusta, storico, scrittore e politico ceco (n. 1874)
- 1945 - Francesco Tommasini, diplomatico italiano (n. 1875)
- 1946 - Claire Croiza, mezzosoprano francese (n. 1882)
- 1947 - Hans Spatzenegger, militare tedesco (n. 1900)
- 1947 - Ernest Walter Histed, fotografo britannico (n. 1862)
- 1948 - Giuseppe Visco Gilardi, investigatore italiano (n. 1876)
- 1949 - Ægidius Elling, inventore, ingegnere e progettista norvegese (n. 1861)
- 1949 - Martin Knudsen, fisico danese (n. 1871)
- 1949 - Leo Marchiori, pistard italiano (n. 1898)
- 1949 - Robert Ripley, disegnatore, imprenditore e antropologo statunitense (n. 1890)
- 1950 - Luigi Giampietro, magistrato e politico italiano (n. 1861)
- 1950 - Gino Sarrocchi, politico italiano (n. 1870)
- 1950 - Vilmos Tkálecz, politico e pedagogista sloveno (n. 1894)
- 1951 - Lorenzo La Via di Sant'Agrippina, politico italiano (n. 1883)
- 1951 - Jacques Prevel, poeta francese (n. 1915)
- 1953 - Jesse Burkett, giocatore di baseball statunitense (n. 1868)
- 1953 - Otto Meißner, politico tedesco (n. 1880)
- 1953 - Mariantonia Samà, beata italiana (n. 1875)
- 1955 - Fabio Cusin, storico italiano (n. 1904)
- 1955 - Aleksej Grigor'evič Rodin, generale sovietico (n. 1902)
- 1956 - Arthur Goddard, calciatore inglese (n. 1878)
- 1956 - Enzo Jemma, pedagogista e scrittore italiano (n. 1928)
- 1956 - Stefano Perrier, politico italiano (n. 1884)
- 1957 - Giovanni Cavasin, allenatore di calcio e calciatore italiano (n. 1912)
- 1957 - Julia Neilson, attrice e direttrice teatrale inglese (n. 1868)
- 1958 - Alberto Marenco di Moriondo, ammiraglio e partigiano italiano (n. 1889)
- 1958 - Ainslie Pryor, attore statunitense (n. 1921)
- 1958 - Samuel Alphonsius Stritch, cardinale e arcivescovo cattolico statunitense (n. 1887)
- 1960 - Edward Brophy, attore e doppiatore statunitense (n. 1895)
- 1960 - James Montgomery Flagg, pubblicitario e illustratore statunitense (n. 1877)
- 1960 - George Zucco, attore britannico (n. 1886)
- 1961 - Arturo Benigni, generale italiano (n. 1890)
- 1962 - Thomas Baumgartner, pittore tedesco (n. 1892)
- 1962 - Luigi Benedetti, politico italiano (n. 1898)
- 1962 - Egon Petri, pianista olandese (n. 1881)
- 1962 - Lorenzo Spallino, politico italiano (n. 1897)
- 1963 - Gaston Fonjallaz, bobbista svizzero (n. 1902)
- 1963 - Gregoris Lambrakis, politico, medico e triplista greco (n. 1912)
- 1963 - Frantz Magnussen, calciatore norvegese (n. 1892)
- 1963 - Camillo Pilotto, attore italiano (n. 1888)
- 1963 - Georg Wunderlich, allenatore di calcio e calciatore tedesco (n. 1893)
- 1964 - Walter Blume, aviatore, progettista e ingegnere aeronautico tedesco (n. 1896)
- 1964 - Jawaharlal Nehru, politico indiano (n. 1889)
- 1965 - Antonio Ligabue, pittore e scultore italiano (n. 1899)
- 1966 - Aksel Bonde, canottiere danese (n. 1918)
- 1966 - Tomaso Smith, giornalista, scrittore e politico italiano (n. 1886)
- 1967 - Tilly Edinger, paleontologa tedesca (n. 1897)
- 1967 - Paul Henckels, attore tedesco (n. 1885)
- 1968 - Philip Vian, ammiraglio britannico (n. 1894)
- 1969 - Jørgen Brinch Hansen, ingegnere danese (n. 1909)
- 1969 - Muhammad Fareed Didi, sultano maldiviano (n. 1901)
- 1969 - Jeffrey Hunter, attore statunitense (n. 1926)
- 1970 - Ettore Corbelli, calciatore italiano (n. 1885)
- 1970 - Rose McConnell Long, politica statunitense (n. 1892)
- 1970 - Abdelkhalek Torres, politico, scrittore e giornalista marocchino (n. 1910)
- 1971 - Sverre Eika, prete e calciatore norvegese (n. 1899)
- 1971 - Chips Rafferty, attore australiano (n. 1909)
- 1972 - Luigi De Manes, allenatore di calcio e calciatore italiano (n. 1900)
- 1972 - José Garibi y Rivera, cardinale e arcivescovo cattolico messicano (n. 1889)
- 1972 - David Hall, mezzofondista statunitense (n. 1875)
- 1972 - Mohammed Karim, regista, sceneggiatore e montatore egiziano (n. 1896)
- 1973 - Gino Baggiani, calciatore e allenatore di calcio italiano (n. 1911)
- 1973 - Paolo Consiglio, alpinista italiano (n. 1927)
- 1973 - Eero Hyvärinen, ginnasta finlandese (n. 1890)
- 1975 - Giovanni Canestrini, giornalista, storico e arbitro di calcio italiano (n. 1893)
- 1975 - Rudolf Jeny, allenatore di calcio e calciatore ungherese (n. 1901)
- 1975 - Sten Moe, calciatore norvegese (n. 1906)
- 1976 - Ruth McDevitt, attrice statunitense (n. 1895)
- 1977 - Renato Zanardo, militare italiano (n. 1915)
- 1978 - Willie Brown, allenatore di calcio e calciatore scozzese (n. 1922)
- 1978 - Mario Deluigi, pittore italiano (n. 1901)
- 1978 - Tormod Kjellsen, calciatore norvegese (n. 1894)
- 1978 - Vintilă Mihăilescu, geografo rumeno (n. 1890)
- 1978 - Lorenzo Poggi, ingegnere e fisico italiano (n. 1905)
- 1978 - William Strang, I Barone Strang, diplomatico britannico (n. 1893)
- 1979 - Bolesław Habowski, calciatore polacco (n. 1914)
- 1980 - Feliks Efimovič Mironer, regista sovietico (n. 1927)
- 1981 - János Pilinszky, poeta ungherese (n. 1921)
- 1981 - Roger Wheeler, imprenditore statunitense (n. 1926)
- 1983 - Sebastiano Paradiso, pittore e scultore italiano (n. 1914)
- 1984 - Luca Perrone, linguista italiano (n. 1920)
- 1985 - Archie Stark, calciatore statunitense (n. 1897)
- 1986 - Cėndijn Damdinsürėn, scrittore e linguista mongolo (n. 1908)
- 1986 - Diego Michelotti, attore e doppiatore italiano (n. 1926)
- 1986 - Emilio Ravasio, ciclista su strada italiano (n. 1962)
- 1986 - Ismail al-Faruqi, filosofo palestinese (n. 1921)
- 1987 - Federico Allasio, dirigente sportivo, allenatore di calcio e calciatore italiano (n. 1914)
- 1987 - John Howard Northrop, biochimico statunitense (n. 1891)
- 1987 - Fatemeh Pahlavi, principessa iraniana (n. 1928)
- 1987 - Ugo Rasetto, calciatore italiano (n. 1903)
- 1987 - Erminia Romano, direttrice d'orchestra e pianista italiana (n. 1921)
- 1988 - Hjördis Petterson, attrice svedese (n. 1908)
- 1988 - Ernst Ruska, fisico tedesco (n. 1906)
- 1989 - Bruno Maria Apollonj Ghetti, architetto e archeologo italiano (n. 1905)
- 1989 - Edward Jarczyński, cestista polacco (n. 1919)
- 1989 - Arsenij Aleksandrovič Tarkovskij, poeta e traduttore russo (n. 1907)
- 1990 - Vladimirs Durdins, hockeista su ghiaccio sovietico (n. 1956)
- 1990 - Annibale Papetti, attore, pittore e paroliere italiano (n. 1918)
- 1990 - Egizio Rubino, calciatore e allenatore di calcio italiano (n. 1919)
- 1991 - Aldo Amaduzzi, economista italiano (n. 1904)
- 1991 - Renzo Helfer, politico italiano (n. 1914)
- 1991 - Lorenzo Provvedi, fantino italiano (n. 1911)
- 1992 - Machiko Hasegawa, fumettista giapponese (n. 1920)
- 1992 - Steve Klaus, allenatore di pugilato statunitense (n. 1904)
- 1992 - Franz Rupp, pianista tedesco (n. 1901)
- 1992 - Jone Salinas, attrice italiana (n. 1918)
- 1992 - Michael Talbot, scrittore statunitense (n. 1953)
- 1993 - Enzo Benedetto, pittore e scrittore italiano (n. 1905)
- 1993 - Tony Del Monaco, cantante italiano (n. 1935)
- 1993 - Serge Leroy, regista e sceneggiatore francese (n. 1931)
- 1993 - Roger MacDougall, sceneggiatore e commediografo scozzese (n. 1910)
- 1993 - Martin Gilliat, ufficiale inglese (n. 1913)
- 1993 - Werner Stocker, attore tedesco (n. 1955)
- 1994 - Red Rodney, trombettista statunitense (n. 1927)
- 1994 - Luis de Carlos, dirigente sportivo spagnolo (n. 1907)
- 1995 - Epi Drost, allenatore di calcio e calciatore olandese (n. 1945)
- 1996 - Martín Jiménez, cestista portoricano (n. 1934)
- 1996 - Enrico Marescalchi, militare italiano (n. 1916)
- 1997 - Henry Barakat, regista egiziano (n. 1914)
- 1997 - Luis María Otiñano, calciatore spagnolo (n. 1943)
- 1998 - Pietro Donzelli, fotografo italiano (n. 1915)
- 1999 - Thomas Briccetti, compositore e direttore d'orchestra statunitense (n. 1936)
- 1999 - Timo Lampén, cestista finlandese (n. 1934)
- 1999 - Mario Monti, scrittore, curatore editoriale e giornalista italiano (n. 1925)
- 1999 - Violet Webb, velocista britannica (n. 1915)
- 2000 - Inga Abel, attrice tedesca (n. 1946)
- 2000 - Kazimierz Leski, ingegnere, militare e agente segreto polacco (n. 1912)
- 2000 - Murray MacLehose, politico e diplomatico britannico (n. 1917)
- 2000 - Maurice Richard, hockeista su ghiaccio canadese (n. 1921)
- 2000 - Gonzalo di Borbone-Dampierre, duca (n. 1937)

## XXI secolo(125)
- 2001 - Ramon Bieri, attore statunitense (n. 1929)
- 2001 - Stefano Casadio, presbitero italiano (n. 1913)
- 2001 - Jean Le Boulch, medico francese (n. 1924)
- 2002 - Vitalij Solomin, attore russo (n. 1941)
- 2003 - Luciano Berio, compositore italiano (n. 1925)
- 2003 - Stellan Nilsson, calciatore svedese (n. 1922)
- 2003 - Eugenius Marius Uhlenbeck, linguista olandese (n. 1913)
- 2004 - Umberto Agnelli, imprenditore, dirigente sportivo e politico italiano (n. 1934)
- 2004 - Romolo Siena, regista e giornalista italiano (n. 1923)
- 2004 - Werner Tübke, pittore tedesco (n. 1929)
- 2005 - Giuseppe Baylon, militare e aviatore italiano (n. 1909)
- 2005 - Franco Diogene, attore italiano (n. 1947)
- 2006 - David Butler, sceneggiatore scozzese (n. 1927)
- 2006 - Umberto Domina, scrittore, umorista e autore televisivo italiano (n. 1921)
- 2006 - Fernando Romeo Lucas García, generale e politico guatemalteco (n. 1924)
- 2006 - Paul Gleason, attore statunitense (n. 1939)
- 2006 - Craig Heyward, giocatore di football americano statunitense (n. 1966)
- 2006 - Michael Riffaterre, linguista, filologo e semiologo francese (n. 1924)
- 2006 - Alex Toth, fumettista e animatore statunitense (n. 1928)
- 2007 - Marco Ratti, bassista e contrabbassista italiano (n. 1932)
- 2007 - Leonora Ruffo, attrice italiana (n. 1936)
- 2007 - Gretchen Wyler, attrice, cantante e attivista statunitense (n. 1932)
- 2007 - Ed Yost, inventore statunitense (n. 1919)
- 2007 - Zard, cantante giapponese (n. 1967)
- 2008 - Angelo Cella, vescovo cattolico italiano (n. 1923)
- 2008 - Franz Künstler, militare tedesco (n. 1900)
- 2008 - Abram Raselemane, calciatore sudafricano (n. 1978)
- 2009 - Giovanni Antonelli, archivista, storico e politico italiano (n. 1919)
- 2009 - Ammo Baba, allenatore di calcio e calciatore iracheno (n. 1934)
- 2009 - Bronė Didžiulytė, cestista e pallavolista lituana (n. 1916)
- 2009 - Clive Granger, economista e statistico britannico (n. 1934)
- 2009 - Abram Hoffer, psichiatra canadese (n. 1917)
- 2009 - Ercole Rabitti, allenatore di calcio e calciatore italiano (n. 1921)
- 2009 - Luis María de Larrea y Legarreta, vescovo cattolico spagnolo (n. 1918)
- 2010 - Yvonne Howell, attrice statunitense (n. 1905)
- 2010 - Jackson Kaujeua, cantante, musicista e compositore namibiano (n. 1953)
- 2010 - Roman Kozak, regista e attore russo (n. 1957)
- 2010 - Sergio Pellizzari, politico italiano (n. 1924)
- 2010 - Reg White, velista britannico (n. 1935)
- 2011 - Armando Bandini, attore e doppiatore italiano (n. 1926)
- 2011 - Jeff Conaway, attore e regista statunitense (n. 1950)
- 2011 - Margo Dydek, cestista e allenatrice di pallacanestro polacca (n. 1974)
- 2011 - Gil Scott-Heron, poeta, musicista e attivista statunitense (n. 1949)
- 2012 - José María Busto, calciatore e allenatore di calcio spagnolo (n. 1923)
- 2012 - Martin Colussi, cestista italiano (n. 1981)
- 2012 - Carlos González, cestista argentino (n. 1947)
- 2012 - Friedrich Hirzebruch, matematico tedesco (n. 1927)
- 2012 - Lode Poels, ciclista su strada e ciclocrossista belga (n. 1920)
- 2013 - Duilio Casula, medico italiano (n. 1916)
- 2013 - Little Tony, cantante e attore sammarinese (n. 1941)
- 2013 - Mario De Biasi, fotografo italiano (n. 1923)
- 2013 - Antonio Montico, allenatore di calcio e calciatore italiano (n. 1933)
- 2013 - Adriano Pella, ciclista su strada italiano (n. 1945)
- 2013 - Giacomo Soffiantino, pittore italiano (n. 1929)
- 2014 - Víctor Andrade, cestista ecuadoriano (n. 1927)
- 2014 - Giancarlo Bacci, calciatore italiano (n. 1931)
- 2014 - Ruth Flowers, disc jockey britannica (n. 1931)
- 2014 - Helma Sanders-Brahms, regista, sceneggiatrice e produttrice cinematografica tedesca (n. 1940)
- 2014 - Tony Toga, cantante francese (n. 1943)
- 2014 - Massimo Vignelli, grafico e designer italiano (n. 1931)
- 2015 - Erik Carlsson, pilota automobilistico svedese (n. 1929)
- 2015 - Nils Christie, sociologo e criminologo norvegese (n. 1928)
- 2015 - Vittorio Paolo Fiorito, arbitro di pallacanestro italiano (n. 1941)
- 2015 - Bill Foster, allenatore di pallacanestro statunitense (n. 1936)
- 2015 - Hassan Abdullah Hersi al-Turki, terrorista somalo (n. 1944)
- 2015 - Andy King, allenatore di calcio e calciatore inglese (n. 1956)
- 2015 - Sergio Rossi, politico italiano (n. 1925)
- 2015 - Franca Sebastiani, cantante e scrittrice italiana (n. 1949)
- 2015 - Elisabeth Wiedemann, attrice tedesca (n. 1926)
- 2016 - Gerhard Harpers, calciatore tedesco (n. 1928)
- 2016 - František Jakubec, calciatore cecoslovacco (n. 1956)
- 2016 - Yushu Kitano, lottatore giapponese (n. 1930)
- 2016 - Corrado Pontalti, dirigente sportivo e partigiano italiano (n. 1923)
- 2016 - Girolamo Prigione, arcivescovo cattolico italiano (n. 1921)
- 2016 - Rocco Sollecito, mafioso italiano (n. 1948)
- 2016 - Fernando Wong, cestista e allenatore di pallacanestro messicano (n. 1952)
- 2017 - Gregg Allman, cantante, tastierista e chitarrista statunitense (n. 1947)
- 2017 - Francesco Belluomini, poeta e scrittore italiano (n. 1941)
- 2017 - Luca Primon, liutaio italiano (n. 1952)
- 2018 - Monia Andreani, filosofa e saggista italiana (n. 1972)
- 2018 - Gardner Dozois, scrittore e curatore editoriale statunitense (n. 1947)
- 2018 - Andrés Gandarias, ciclista su strada e dirigente sportivo spagnolo (n. 1943)
- 2018 - Ali Lutfi Mahmud, politico egiziano (n. 1935)
- 2018 - Russell Nype, attore statunitense (n. 1920)
- 2018 - Odd Oppedal, calciatore norvegese (n. 1936)
- 2018 - Donald Peterson, ingegnere e astronauta statunitense (n. 1933)
- 2019 - Bill Buckner, giocatore di baseball statunitense (n. 1949)
- 2019 - Aharon Razin, biochimico israeliano (n. 1935)
- 2019 - Alan Smith, calciatore inglese (n. 1921)
- 2019 - François Weyergans, scrittore e regista belga (n. 1941)
- 2020 - Sam Johnson, politico e militare statunitense (n. 1930)
- 2020 - Larry Kramer, drammaturgo, saggista e attivista statunitense (n. 1935)
- 2020 - Aldo Nardin, calciatore e allenatore di calcio italiano (n. 1947)
- 2021 - Violetta Elvin, danzatrice sovietica (n. 1923)
- 2021 - Carla Fracci, ballerina italiana (n. 1936)
- 2021 - Robert Hogan, attore statunitense (n. 1933)
- 2021 - Lorina Kamburova, attrice bulgara (n. 1991)
- 2021 - Jaime Lerner, architetto, urbanista e politico brasiliano (n. 1937)
- 2021 - Giulio Santoro, chirurgo e paracadutista italiano (n. 1931)
- 2021 - Poul Schlüter, avvocato e politico danese (n. 1929)
- 2022 - Guido Bonino, politico italiano (n. 1931)
- 2022 - Eloisa Cianni, attrice e modella italiana (n. 1932)
- 2022 - Don Goldstein, cestista statunitense (n. 1937)
- 2022 - Alfonso Ochoa, tennista messicano
- 2022 - Ruggero Ravenna, sindacalista italiano (n. 1925)
- 2022 - Angelo Sodano, cardinale e arcivescovo cattolico italiano (n. 1927)
- 2022 - Ramón Wiltz, cestista cubano (n. 1926)
- 2023 - Vincenzo De Michele, politico italiano (n. 1920)
- 2023 - Giuseppe Gatti, politico italiano (n. 1926)
- 2023 - Illja Kabakov, artista sovietico (n. 1933)
- 2023 - Stephen Waddams, giurista e insegnante inglese (n. 1942)
- 2023 - James G. Watt, politico statunitense (n. 1938)
- 2024 - Ghigo Agosti, cantante, compositore e musicista italiano (n. 1936)
- 2024 - Ştefan Birtalan, pallamanista rumeno (n. 1948)
- 2024 - Gianfranco Cianconi, pugile italiano (n. 1951)
- 2024 - Butch Johnson, arciere statunitense (n. 1955)
- 2024 - Bill Walton, cestista statunitense (n. 1952)
- 2025 - Freddie Aguilar, cantautore, compositore e musicista filippino (n. 1953)
- 2025 - Presley Chweneyagae, attore sudafricano (n. 1984)
- 2025 - Ed Gale, attore statunitense (n. 1963)
- 2025 - Peter Kwong, attore statunitense (n. 1952)
- 2025 - Claudio Michelotto, ciclista su strada italiano (n. 1942)
- 2025 - Willie Stevenson, calciatore scozzese (n. 1939)
- 2025 - Jean Tiberi, magistrato e politico francese (n. 1935)
- 2025 - Juan Ramón Verón, calciatore e allenatore di calcio argentino (n. 1944)

## Senza anno specificato(2)
- Giulio di Durostoro, santo romano
- Agostino Nifo, filosofo e umanista italiano